# Terceiro Livro de Enoque
O Terceiro Livro de Enoque (também chamado 3 Enoque ou Enoque Hebreu), não é uma obra antiga, conforme o são o Primeiro e o Segundo Livros de Enoque. Faz parte da literatura mística do judaísmo e fala sobre a ascensão do autor a fim de receber revelações do anjo Metatron, o mesmo Enoque, já na vida eterna. Utiliza-se de I e II Enoque como fontes e conteúdo do século IV D.C. É citado no Talmude (Berakoth 7a). Possui 54 capítulos.